# Ульсніс
Ульсніс (нім. Ulsnis) — громада в Німеччині, розташована в землі Шлезвіг-Гольштейн. Входить до складу району Шлезвіг-Фленсбург. Складова частина об'єднання громад Зюдербраруп.
Площа — 19,81 км2. Населення становить 664 ос. (станом на 31 грудня 2020).

## Галерея

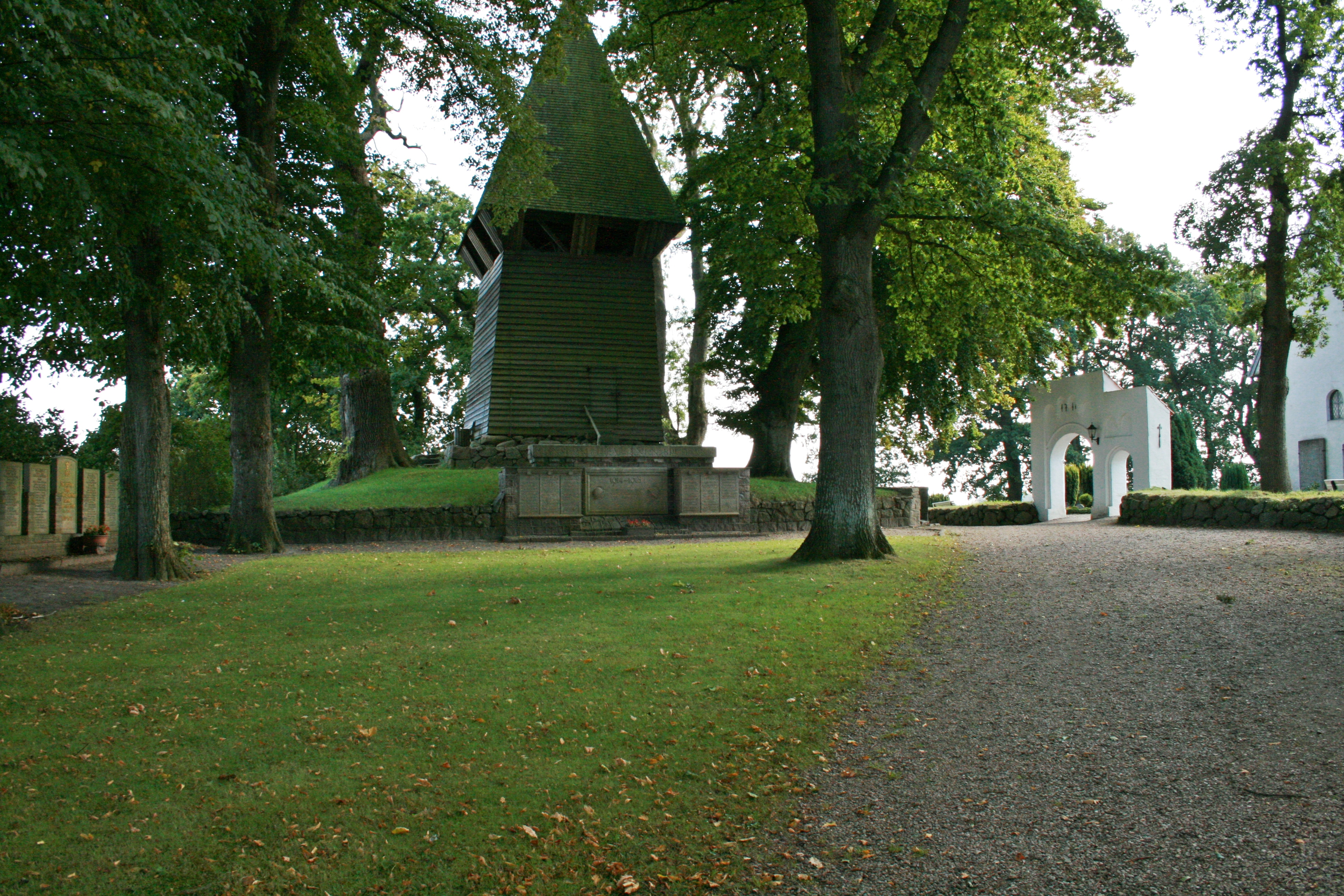
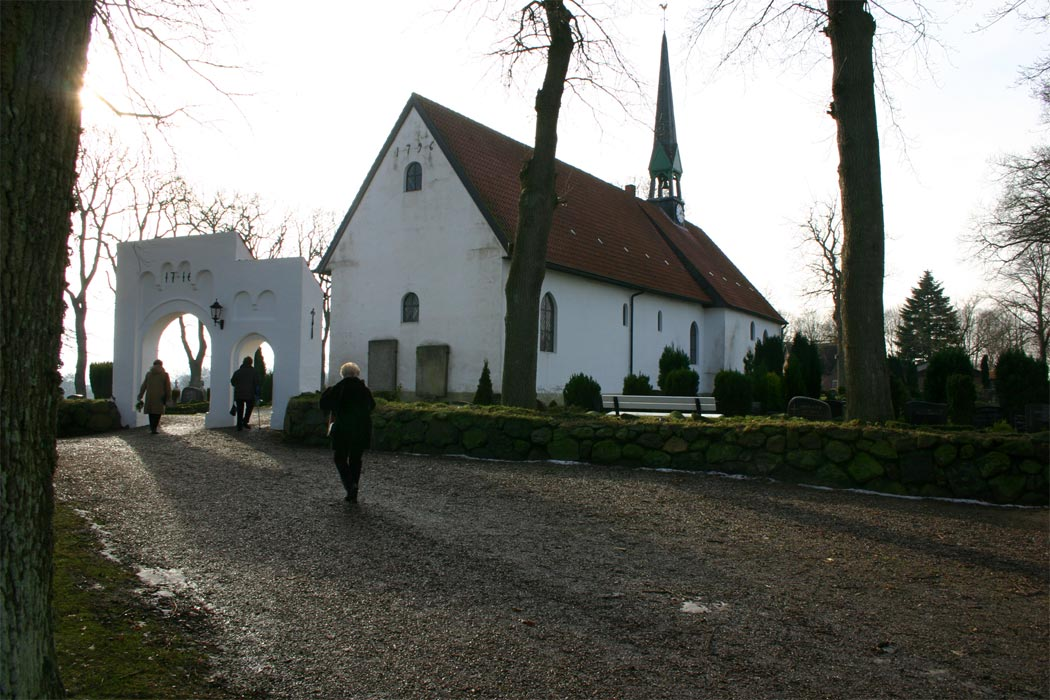
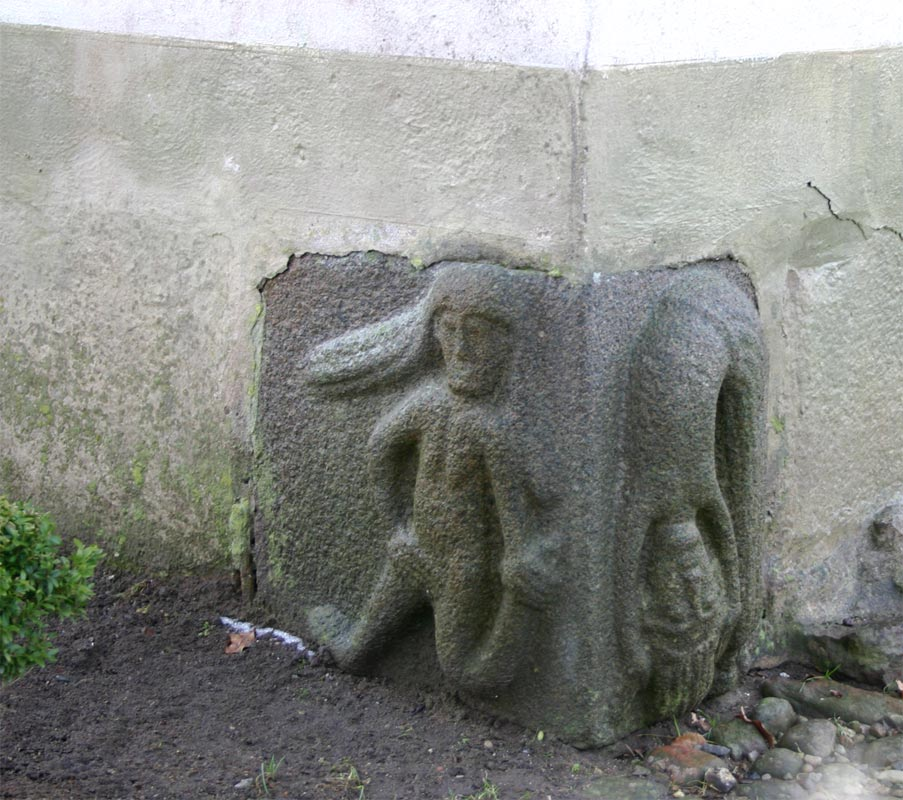
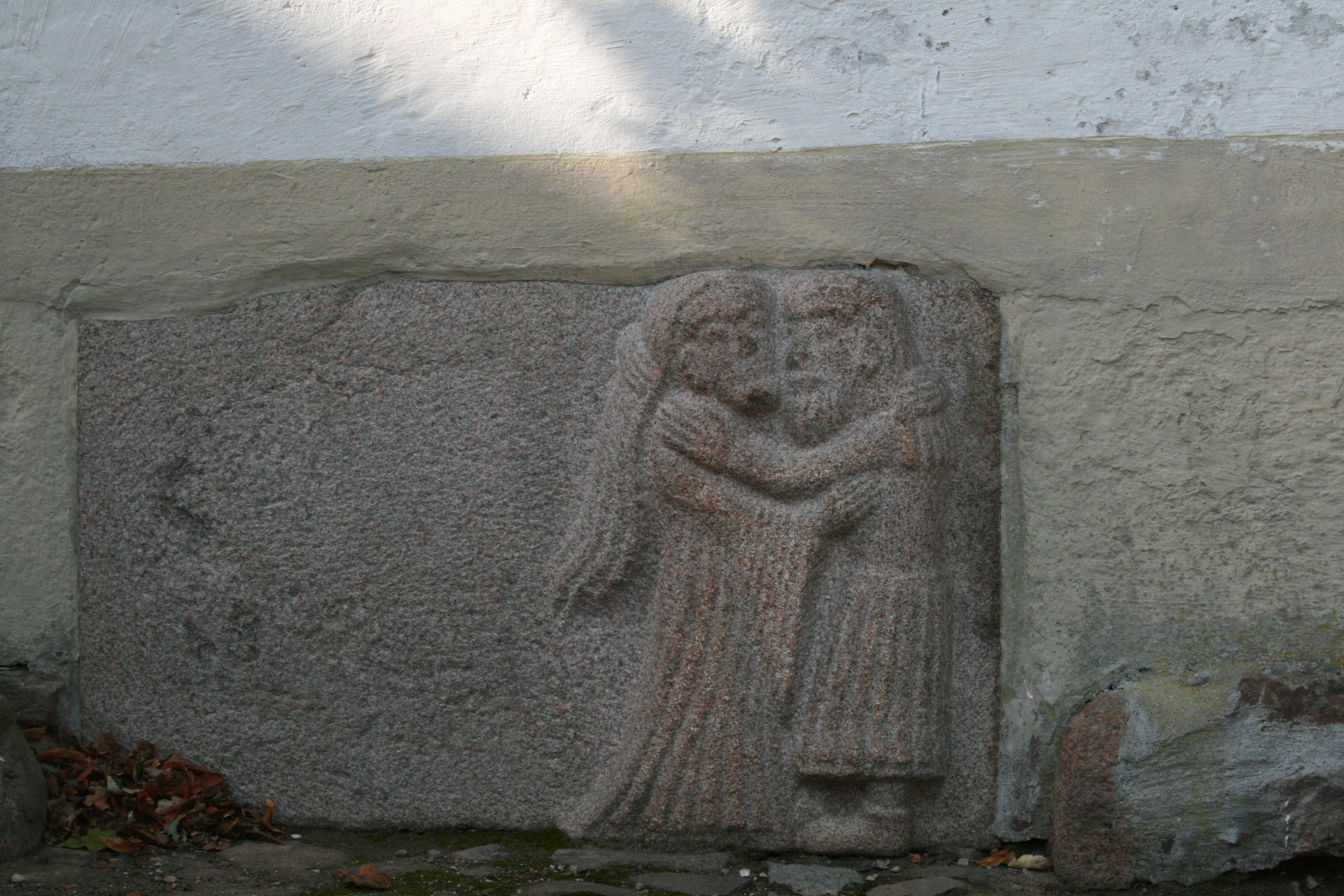